# Viorel Fotache
Viorel Fotache (* 15. Mai 1989 in Galați, Rumänien) ist ein rumänischer Handballspieler. Seine Körperlänge beträgt 1,96 m.
Fotache, der seit Sommer 2017 für den rumänischen Verein Dunărea Călărași spielt und für die rumänische Nationalmannschaft auflief, spielt auf der Position Rückraum links.
In Rumänien stand Fotache zuletzt bei HC Minaur Baia Mare unter Vertrag und spielte mit diesem Verein in der Saison 2015/16 in der EHF Champions League. Im Dezember 2015 nahm ihn der TVB 1898 Stuttgart unter Vertrag. Nach der Saison 2016/17 wechselte Fotache zurück nach Rumänien zu Dunărea Călărași.
Viorel Fotache hat ein Länderspiel für die rumänische Nationalmannschaft bestritten und nahm mit dieser an der Qualifikation für die Europameisterschaft 2018 teil.
Fotache ist verheiratet.